# Adamsappel

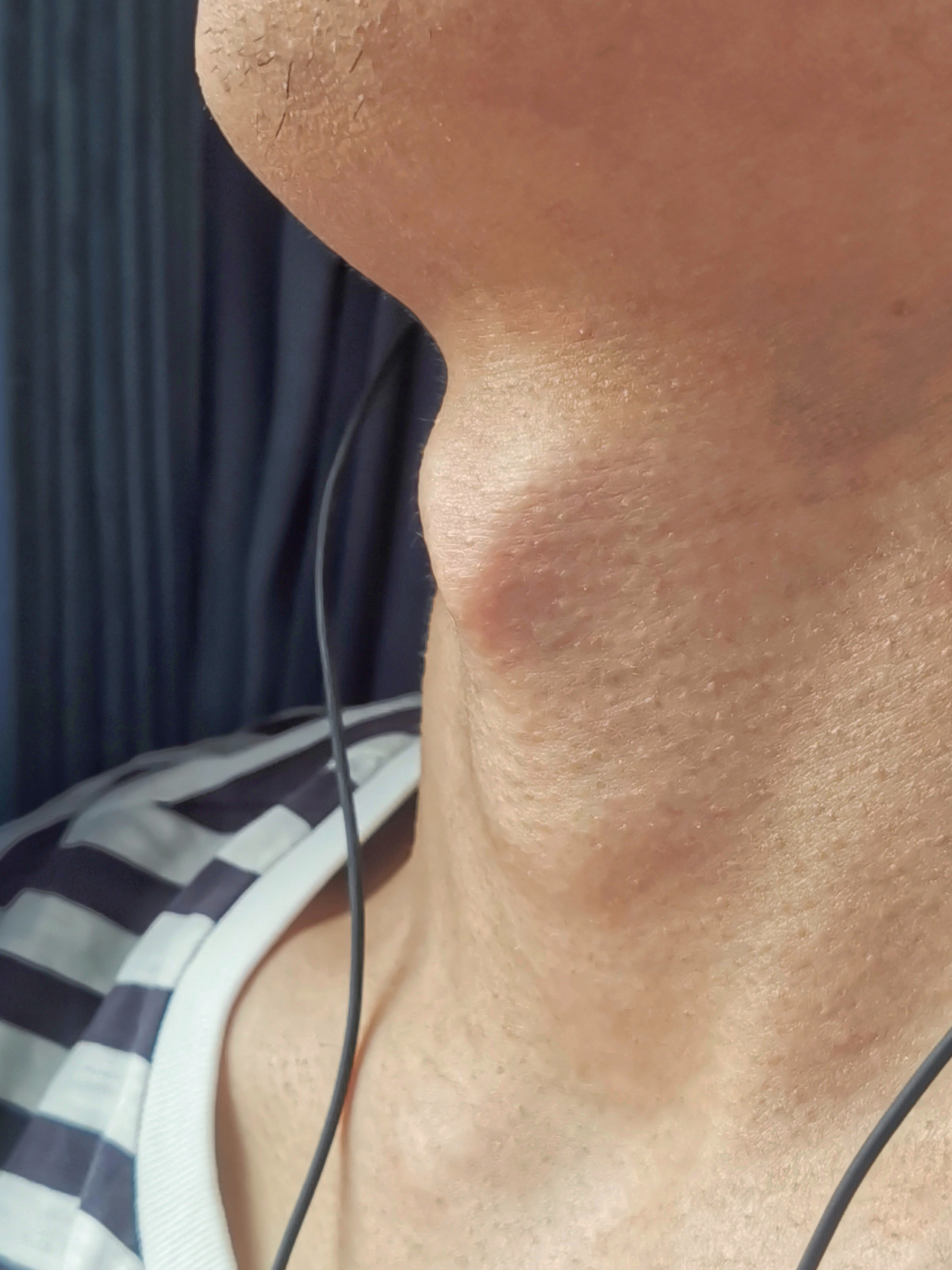
Adamsappel bij een man.

Adamsappel is de alledaagse naam voor de prominentia laryngea, het naar voren uitstekende gedeelte van het schildkraakbeen (cartilago thyreoides) dat als een verhevenheid midden voor in de hals zichtbaar is.
Onder invloed van mannelijke geslachtshormonen groeit het schildkraakbeen in de puberteit sterk, waarbij de adamsappel naar voren uitgroeit. Daarom is met name bij mannen de adamsappel duidelijk zichtbaar. Enkele millimeters onder de adamsappel zit de voorste aanhechting van de stembanden.

## Etymologie
Het woord adamsappel is afgeleid van de Bijbelse persoon Adam en verwijst naar de verboden vrucht die hij at en die deels in zijn keel zou zijn blijven steken. Het stuk fruit was vervolgens bij iedere man zichtbaar als een verdikking in de hals.
Hoewel het woord 'appel' in het Bijbelboek Genesis niet voorkomt, wordt de gewraakte vrucht doorgaans omschreven als een appel. In verschillende talen wordt eenzelfde aanduiding gebruikt: Adam's apple (Engels), pomme d'Adam (Frans), Adamsapfel (Duits) of pomum Adami (medisch Latijn).